# Мъжът с железните юмруци
„Мъжът с железните юмруци“ (на английски: The Man with the Iron Fists) е американски филм за бойни изкуства от 2012 г. на режисьора Робърт Дигс, който е съсценарист заедно с Ели Рот. Във филма участват Ръсел Кроу, Кун Ле, Луси Лиу, Байрън Ман, РЗА, Рик Юн, Дейв Батиста и Джейми Чънг.